# Cradle of Filth
Cradle of Filth er et britisk heavy metal-band kendt for sin specielle black metal-stil med symfonisk karakter, der senere har udviklet sig til en mere mainstream metal-lyd.

## Medlemmer

### Nuværende medlemmer
- Dani Filth – vokal
- Richard Shaw – guitar
- Ashok – guitar
- Daniel Firth - bas
- Martin Skaroupka – trommer
- Lindsay Schoolcraft – keyboard og vokal

### Tidligere medlemmer
- Benjamin Ryan – keyboard (1991-1994)
- Damien Gregori – keyboard (1994-1997)
- Les "Lecter" Smith – keyboards (1997-1999)
- Martin "Foul" Powell – keyboard (2000-2005) (eks-My Dying Bride, eks-Anathema, eks-Cryptal Darkness)
- Brian Hipp – guitar (1994-1995) (eks-Brutality)
- Gian Pyres – guitar (1996-2002)
- James Mcilroy – guitar (2004–2005)
- Jared Demeter – guitar (1996)
- Jeff Acres – guitar (1997-1998) (eks-Brutality)
- Paul Ryan – guitar (1991-1994)
- Stuart Antsis – guitar (1995-1998)
- Darren White – trommer (1991-1992)
- Dave Hirschheimer – trommer (1999)
- Nicholas Howard Barker – trommer (1992-1999) (eks-Dimmu Borgir)
- Was Sarginson – trommer (1999-2000)
- Jon Richard – bas (1991-1992)
- Robin "Graves" Eaglestone – bas (1992-2001)
- Adrian Erlandsson – trommer (1991-2006)
- Paul Allender – guitar
- Charles Hedger – guitar
- Dave Pybus – bas
- Rosie Smith – keyboard
- Sarah Jezebel Deva – bagvokal

## Diskografi
- Invoking the Unclean (demo) (1992)
- The Black Goddess Rise (demo) (1992)
- Orgiastic Pleasures (demo) (1992)
- Total Fucking Darkness (demo) (1993)
- The Principle of Evil Made Flesh (1994)
- V Empire (1996)
- Dusk... and Her Embrace (1996)
- Cruelty and the Beast (1998)
- From the Cradle to Enslave (1999)
- Midian (2000)
- Bitter Suites to Succubi (2001)
- Lovecraft & Witch Hearts (2002)
- Live Bait for the Dead (2002)
- Damnation and a Day (2003)
- Nymphetamine (2004)
- Thornography (2006)
- Eleven Burial Masses (2007)
- Godspeed on the Devil`s Thunder (2008)
- Darkly, Darkly, Venus Aversa (2010)
- Evermore Darkly (2011)
- The Manticore and Other Horrors (2012)
- Hammer of the Witches (2015)
- Cryptoriana - The Seductiveness of Decay (2017)
- Existence Is Futile (2021)
- The Screaming of the Valkyries (2025)

### Dvd'er
- PanDaemonAeon ("From the Cradle to Enslave" video, Making-of, and Live in London) – (1999)
- From the Cradle to the Grave (Unauthorised documentary by Chrome Dreams) – (2002)
- Heavy, Left-Handed and Candid (Live in Nottingham, "Schlockumentary", Videos, etc.) – (2002)
- Babalon AD (So Glad For The Madness) (dvd-single) – (2003)
- Mannequin (dvd-single) – (2003)
- Peace Through Superior Firepower (Live in Paris, "Shockumentary", Videos etc.) – (2005)

## Film
- Cradle of Fear (gyserfilm af Alex Chandon featuring Midian-era band) (2000)
- Dominator (tegnefilm med Dani Filths stemme) (2003)
- Metal: A Headbanger's Journey ("Cradle are briefly seen in a list of black metal bands, categorized as "Norwegian black metal"") (2005)